# Spuriøs sammenhæng
En spuriøs sammenhæng er et matematisk eller statistisk samvariation mellem to variable, hvor sammenhængen mellem de to variable, foranlediger en forkert forklaring. Sammenhængen kan ikke udledes logisk (deduktivt) og der mangler en teoretisk forklaringskraft i årsagssammenhængen mellem de to variable. Sammenfaldet kan enten komme af, at begge variabler er påvirket af en mellemkommende variabel, eller at sammenfaldet bare er tilfældighed.
Et eksempel på en spuriøs sammenhæng fra Danmark er, at en undersøgelse viste at der var en sammenhæng mellem antallet af storke i et område med hvor mange børn der blev født i samme område. Undersøgelsen kom frem til følgende ved sammenhængen mellem de mange storke og mange børn: Jo flere storke, des flere børn kommer til verden. Selvom denne sammenhæng kunne bygge på solide målinger af antallet  af storke og børn og måling af timingen af ankomsten, så mangler der en logisk udledning eller en stærk teorisk forklaringskraft.  Sammenhængen er spuriøs, idet man kan pege på samtlige variabler, som synes at være både på mange storke og børnefødsler i området til at have noget at gøre med urbaniseringen. I byer får familier færre børn, og i byer er der få storke.
For at spuriøsitet fungerer, skal man gøre brug af samfundsvidenskaben til granskning i fornuftige teoretiske forklaringer.